# Erik Thorell
Erik Thorell (* 3. März 1992 in Karlstad) ist ein schwedischer Eishockeyspieler, der seit 2021 beim HC Sparta Prag in der tschechischen Extraliga unter Vertrag steht. Seine Brüder Gustaf und Oskar sind ebenfalls Eishockeyspieler.

## Karriere
Erik Thorell begann seine Karriere als Eishockeyspieler in seiner Heimatstadt in der Nachwuchsabteilung von Färjestad BK, für dessen Profimannschaft er in der Saison 2009/10 sein Debüt in der Elitserien, der höchsten schwedischen Spielklasse, gab. In der folgenden Spielzeit gewann der Flügelspieler mit dem Team den schwedischen Meistertitel. Von 2009 bis 2011 war er zudem als Leihspieler für den Skåre BK aus der drittklassigen Division 1 sowie in der Saison 2010/11 für IF Sundsvall Hockey aus der zweitklassigen HockeyAllsvenskan aktiv.
2013 wechselte er zum Rögle BK in die HockeyAllsvenskan, weitere Stationen waren der Karlskrona HK und BIK Karlskoga sowie die finnischen Klubs Turun Palloseura und Helsingfors IFK.
Zwischen 2019 und 2021 stand Thorell beim EV Zug in der National League unter Vertrag und gewann 2021 die Schweizer Meisterschaft mit dem Verein. Nach diesem Erfolg wechselte er nach Tschechien zum HC Sparta Prag.

### International
Für Schweden nahm Thorell an der U18-Junioren-Weltmeisterschaft 2010 sowie der U20-Junioren-Weltmeisterschaft 2012 teil. Bei der U18-WM 2010 gewann er mit seiner Mannschaft die Silbermedaille.

## Erfolge und Auszeichnungen
- 2011 Schwedischer Meister mit dem Färjestad BK
- 2021 Schweizer Meister mit dem EV Zug

### International
- 2010 Silbermedaille bei der U18-Junioren-Weltmeisterschaft
- 2012 Goldmedaille bei der U20-Junioren-Weltmeisterschaft

## Elitserien-Statistik
(Stand: Ende der Saison 2010/11)